# JavaServer Pages Standard Tag Library
La tecnología JavaServer Pages Standard Tag Library (JSTL) es un componente de Java EE. Extiende las ya conocidas JavaServer Pages (JSP) proporcionando cuatro bibliotecas de etiquetas (Tag Libraries) con utilidades ampliamente utilizadas en el desarrollo de páginas web dinámicas.
Estas bibliotecas de etiquetas extienden de la especificación de JSP (la cual a su vez extiende de la especificación de Servlet). Su API nos permite además desarrollar nuestras propias bibliotecas de etiquetas.

## Custom Tags
Las bibliotecas englobadas en JSTL son:
- core, iteraciones, condicionales, manipulación de URL y otras funciones generales.
- xml, para la manipulación de XML y para XML-Transformation.
- sql, para gestionar conexiones a bases de datos.
- fmt, para la internacionalización y formateo de las cadenas de caracteres como cifras.